# ناحیه عین تموشنت
ناحیه عین تموشنت (به عربی: دائرة عین تموشنت) یک ناحیه در الجزایر است که در استان عین تموشنت واقع شده‌است.

## خصوصیات
ناحیه عین تموشنت ۱۵۱٫۸۱ کیلومترمربع مساحت و ۸۹٬۶۴۴ نفر جمعیت دارد.